# Дискографія Girls' Generation
Південнокорейський жіночий гурт Girls' Generation випустив десять студійних альбомів (три з яких були перевидані під різними назвами), два концертних альбоми, чотири мініальбоми і 35 синглів. Станом на листопад 2012 року Girls' Generation продали понад 4,4 мільйона альбомів і 30 мільйонів цифрових синглів. Станом на березень 2015 року колектив продав понад 1,6 мільйона альбомів у Південній Кореї і 3,48 мільйона записів, зокрема понад 945 000 фізичних синглів, а також 1,9 мільйона альбомів у Японії станом на січень 2017 року.
Girls' Generation дебютували в 2007 році з однойменним мініальбомом і синглом «Into the New World». 2008 року його було перевидано під назвою Baby Baby. Альбоми породили ще три сингли: «Girls' Generation», «Kissing You» і «Baby Baby». У 2009 році Girls' Generation випустили два мініальбоми: Gee та Genie. Сингл «Gee» став найбільш продаваним синглом 2009 року в Південній Кореї. У 2010 році група випустила другий студійний альбом Oh!, його перевидання Run Devil Run та третій мініальбом Hoot. Усі три релізи посіли перші місця в Південній Кореї та стали одними з найбільш продаваних альбомів року. Сингли «Oh!», «Run Devil Run» і «Hoot» посіли вершину хіт-параду Південної Кореї.
Girls' Generation дебютували в Японії з перезаписаними версіями «Genie» і «Gee». Остання очолила Oricon Daily Singles Chart. Їхній перший японськомовний альбом Girls' Generation (2011) отримав мільйонний сертифікат від Японської асоціації звукозаписувальних компаній (RIAJ) і став найпродаванішим альбомом корейського жіночого гурту в країні. Їхня перша оригінальна японська пісня «Mr. Taxi» очолила Japan Hot 100. Третій корейський студійний альбом Girls' Generation The Boys (2011) став бестселером того року в Кореї, а головний трек із нього посів перше місце в чарті країни.
Другий японський реліз гурту Girls & Peace (2012) породив сингли «Oh!», «Paparazzi» та «Flower Power». Четвертий корейський студійний альбом Girls' Generation, I Got a Boy (2013), посів перше місце в корейському хіт-параді альбомів. Його сингли «Dancing Queen» (рімейк пісні «Mercy» англійської співачки Даффі) та головний трек «I Got a Boy» очолили корейський чарт синглів. Наступний японський альбом Love & Peace (2013) став номером один у Японії та містив сингли «Love & Girls» та «Galaxy Supernova». Четвертий мініальбом Girls' Generation Mr.Mr. і його головний сингл вийшли у 2014 році та очолили відповідні хіт-паради Південної Кореї.
Після виходу альбому-збірки найкращих хітів The Best (2014) Girls' Generation стали першим неяпонським жіночим гуртом, який тричі очолював японський чарт альбомів. Сингл «Catch Me If You Can» (2015) став їхнім першим релізом без Джессіки (учасниці, яка покинула гурт у вересні 2014 року). П'ятий корейський студійний альбом гурту Lion Heart, випущений 2015 року, також став номером один і породив три сингли: «Party», «Lion Heart» і «You Think». Наступний корейський альбом Holiday Night був випущений у 2017 році на честь десятої річниці. Він посів друге місце в Південній Кореї та містив два сингли: «All Night» і «Holiday». Через п'ять років вийшов сьомий корейський студійний альбом гурту Forever 1 (2022), на честь п'ятнадцятої річниці. Він посів друге місце в Південній Кореї, а його сингл «Forever 1» опинився на п'ятому рядку чарту.

## Альбоми

### Корейські студійні альбоми
| Назва                                                                       | Деталі                                                                                                 | Пікові позиції у чартах | Пікові позиції у чартах | Пікові позиції у чартах | Пікові позиції у чартах | Пікові позиції у чартах | Пікові позиції у чартах | Пікові позиції у чартах | Пікові позиції у чартах | Пікові позиції у чартах | Пікові позиції у чартах | Продажі                                                    | Сертифікації    |
| Назва                                                                       | Деталі                                                                                                 | KOR                     | AUS Dig.                | FRA                     | JPN                     | NZ Heat.                | SPA                     | UK Dig.                 | US Curr. Sales          | US Heat.                | US World                | Продажі                                                    | Сертифікації    |
| --------------------------------------------------------------------------- | --- | ----------------------- | ----------------------- | ----------------------- | ----------------------- | ----------------------- | ----------------------- | ----------------------- | ----------------------- | ----------------------- | ----------------------- | ---------------------------------------------------------- | --------------- |
| Girls' Generation                                                           | - Реліз: 1 листопада 2007 - Лейбл: SM Entertainment - Формат: Компакт-касета, CD, цифрове завантаження | 16                      | —                       | —                       | —                       | —                       | —                       | —                       | —                       | —                       | —                       | - Південна Корея: 174 545                                  |                 |
| Oh!                                                                         | - Реліз: 28 січня 2010 - Лейбл: SM Entertainment - Формат: CD, цифрове завантаження                    | 1                       | —                       | —                       | 54                      | —                       | —                       | —                       | —                       | —                       | —                       | - Південна Корея: 247 520 - Японія: 9318 - Тайвань: 37 000 |                 |
| The Boys                                                                    | - Реліз: 19 жовтня 2011 - Лейбл: SM, Interscope, Polydor, Universal - Формат: CD, цифрове завантаження | 1                       | —                       | 130                     | 2                       | —                       | 64                      | —                       | —                       | 17                      | 2                       | - Південна Корея: 471 620 - Японія: 107 800 - США: 1000    |                 |
| I Got a Boy                                                                 | - Реліз: 1 січня 2013 - Лейбл: SM Entertainment - Формат: CD, цифрове завантаження                     | 1                       | —                       | —                       | 7                       | —                       | —                       | —                       | —                       | 2                       | 1                       | - Південна Корея: 318 886 - Японія: 54 000 - США: 3000     |                 |
| Lion Heart                                                                  | - Реліз: 19 серпня 2015 - Лейбл: SM Entertainment - Формат: CD, цифрове завантаження                   | 1                       | —                       | —                       | 11                      | —                       | —                       | —                       | —                       | 7                       | 1                       | - Південна Корея: 165 361 - Японія: 21 500 - США: 1000     |                 |
| Holiday Night                                                               | - Реліз: 7 серпня 2017 - Лейбл: SM Entertainment - Формат: CD, цифрове завантаження                    | 2                       | —                       | —                       | 16                      | 6                       | —                       | —                       | —                       | 5                       | 1                       | - Південна Корея: 178 407 - Японія: 11 000 - США: 2000     |                 |
| Forever 1                                                                   | - Реліз: 5 серпня 2022 - Лейбл: SM Entertainment - Формат: CD, цифрове завантаження, стримінг          | 2                       | 10                      | —                       | 9                       | —                       | —                       | 28                      | 88                      | 16                      | —                       | - Південна Корея: 294 948 - Японія: 15 357                 | - KMCA: Платина |
| «—» позначає реліз, який не потрапив у чарт або не вийшов на цій території. | |                         |                         |                         |                         |                         |                         |                         |                         |                         |                         |                                                            |                 |

### Японські студійні альбоми
| Назва             | Деталі                                                                                       | Пікові позиції у чартах | Пікові позиції у чартах | Продажі                                    | Сертифікації    |
| Назва             | Деталі                                                                                       | JPN                     | JPN Sales               | Продажі                                    | Сертифікації    |
| ----------------- | -------------------------------------------------------------------------------------------- | ----------------------- | ----------------------- | ------------------------------------------ | --------------- |
| Girls' Generation | - Реліз: 1 червня 2011 - Лейбл: Nayutawave - Формат: CD, цифрове завантаження                | 1                       | 1                       | - Японія: 871 000 - Південна Корея: 29 000 | - RIAJ: Мільйон |
| Girls & Peace     | - Реліз: 28 листопада 2012 - Лейбл: Nayutawave, Universal - Формат: CD, цифрове завантаження | 3                       | 3                       | - Японія: 204 000 - Південна Корея: 1,600  | - RIAJ: Платина |
| Love & Peace      | - Реліз: 10 грудня 2013 - Лейбл: Nayutawave, Universal - Формат: CD, цифрове завантаження    | 1                       | 2                       | - Японія: 171 000 - Південна Корея: 1700   | - RIAJ: Золото  |

### Перевидання
| Назва                                                                       | Деталі | Пікові позиції у чартах | Продажі                                    |
| Назва                                                                       | Деталі | KOR                     | Продажі                                    |
| --------------------------------------------------------------------------- | --- | ----------------------- | ------------------------------------------ |
| Baby Baby                                                                   | - Реліз: 13 березня 2008 (Корея) - Лейбл: SM Entertainment - Формат: CD, компакт-касета, цифрове завантаження | 11                      | - Південна Корея: 102 034                  |
| Run Devil Run                                                               | - Реліз: 22 березня 2010 (Корея) - Лейбл: SM Entertainment - Формат: CD, цифрове завантаження                 | 1                       | - Південна Корея: 191 779 - Японія: 26 751 |
| Re: package Album «Girls' Generation» ~The Boys~                            | - Реліз: 28 грудня 2011 (Японія) - Лейбл: Nayutawave - Формат: CD, цифрове завантаження                       | —                       |                                            |
| «—» позначає реліз, який не потрапив у чарт або не вийшов на цій території. | |                         |                                            |

### Концертні альбоми
| Назва                  | Деталі                                                                               | Пікові позиції у чартах | Продажі                                 |
| Назва                  | Деталі                                                                               | KOR                     | Продажі                                 |
| ---------------------- | ------------------------------------------------------------------------------------ | ----------------------- | --------------------------------------- |
| Into the New World     | - Реліз: 30 грудня 2010 - Лейбл: SM Entertainment - Формат: CD, цифрове завантаження | 1                       | - Південна Корея: 101 899               |
| Girls' Generation Tour | - Реліз: 11 квітня 2013 - Лейбл: SM Entertainment - Формат: CD, цифрове завантаження | 1                       | - Південна Корея: 21 500 - Японія: 4800 |

### Збірні альбоми
| Назва                       | Деталі | Пікові позиції у чартах | Продажі           | Сертифікації   |
| Назва                       | Деталі | JPN                     | Продажі           | Сертифікації   |
| --------------------------- | --- | ----------------------- | ----------------- | -------------- |
| Best Selection Non Stop Mix | - Реліз: 20 березня 2013 (Японія) - Лейбл: Nayutawave - Формат: CD, цифрове завантаження                                                            | 6                       | - Японія: 24 600  |                |
| The Best                    | - Реліз: 23 липня 2014 (Японія) - Перевидано (The Best: New Edition): 10 жовтня 2014 (Японія) - Лейбл: EMI Japan - Формат: CD, цифрове завантаження | 1                       | - Японія: 182 800 | - RIAJ: Золото |

### Відеоальбоми
| Назва                                                                       | Деталі | Пікові позиції у чартах | Продажі           | Сертифікації   |
| Назва                                                                       | Деталі | JPN                     | Продажі           | Сертифікації   |
| --------------------------------------------------------------------------- | --- | ----------------------- | ----------------- | -------------- |
| Girls in Tokyo                                                              | - Реліз: 18 червня 2010 (Японія) - Мова: Корейська - Лейбл: SM, Universal Japan - Формат: DVD                                | —                       |                   |                |
| New Beginning of Girls' Generation                                          | - Реліз: 11 серпня 2010 (Японія) - Мова: Корейська - Лейбл: SM, Universal Japan - Формат: DVD                                | 4                       | - Японія: 162 000 | - RIAJ: Золото |
| All About Girls' Generation: Paradise in Phuket                             | - Реліз: 29 червня 2011 (Корея) - Мова: Корейська, англійська - Лейбл: SM Entertainment - Формат: DVD                        | 101                     |                   |                |
| The 1st Asia Tour: Into the New World                                       | - Реліз: 17 серпня 2011 (Японія) - Мова: Корейська - Лейбл: SM Entertainment - Формат: DVD                                   | 1                       | - Японія: 20 700  |                |
| First Japan Tour                                                            | - Реліз: 14 грудня 2011 (Японія) - Мова: Японська - Лейбл: SM Entertainment, Universal Music Japan - Формат: DVD, Blu-ray    | 1                       | - Японія: 212 000 | - RIAJ: Золото |
| Girls' Generation Complete Video Collection                                 | - Реліз: 26 вересня 2012 (Японія) - Мова: Корейська, японська, англійська - Мова: SM, Universal Japan - Формат: DVD, Blu-ray | 1                       | - Японія: 89 000  | - RIAJ: Золото |
| 2011 Girls' Generation Tour                                                 | - Реліз: 30 листопада 2012 (Корея) - Мова: Корейська, англійська - Лейбл: SM Entertainment - Формат: DVD                     | —                       |                   |                |
| Girls & Peace: 2nd Japan Tour                                               | - Реліз: 18 вересня 2013 (Японія) - Мова: Японська - Лейбл: SM, Universal Japan - Формат: DVD, Blu-ray                       | 1                       | - Японія: 77 000  |                |
| Girls' Generation in Las Vegas                                              | - Реліз: 27 серпня 2014 (Японія) - Мова: Корейська, англійська - Лейбл: SM Entertainment - Формат: DVD                       | —                       |                   |                |
| Love & Peace: 3rd Japan Tour                                                | - Реліз: 24 грудня 2014 (Японія) - Мова: Японська - Лейбл: SM, Universal Japan - Формат: DVD, Blu-ray                        | 3                       | - Японія: 48 300  |                |
| Girls' Generation — World Tour: Girls & Peace in Seoul                      | - Реліз: 30 березня 2015 (Корея) - Мова: Корейська, японська, китайська (спрощена) - Лейбл: SM Entertainment - Формат: DVD   | —                       |                   |                |
| «The Best Live» at Tokyo Dome                                               | - Реліз: 1 квітня 2015 (Японія) - Мова: Японська - Лейбл: SM, Universal Japan - Формат: DVD, Blu-ray                         | 1                       | - Японія: 37 000  |                |
| Girls' Generation–Phantasia-in Japan                                        | - Реліз: 4 травня 2016 (Японія) - Мова: Японська - Лейбл: SM, Universal Japan - Формат: DVD, Blu-ray                         | 2                       | - Японія: 27 300  |                |
| Girls' Generation 4th Tour 'Phantasia' in Seoul                             | - Реліз: 30 травня 2017 (Корея) - Мова: Корейська - Лейбл: SM Entertainment - Формат: DVD, Blu-ray                           | —                       |                   |                |
| «—» позначає реліз, який не потрапив у чарт або не вийшов на цій території. | |                         |                   |                |

## Мініальбоми
| Назва                                                                       | Деталі                                                                                           | Пікові позиції у чартах | Пікові позиції у чартах | Пікові позиції у чартах | Пікові позиції у чартах | Продажі                                                | Сертифікації   |
| Назва                                                                       | Деталі                                                                                           | KOR                     | JPN                     | US                      | US World                | Продажі                                                | Сертифікації   |
| --------------------------------------------------------------------------- | ------------------------------------------------------------------------------------------------ | ----------------------- | ----------------------- | ----------------------- | ----------------------- | ------------------------------------------------------ | -------------- |
| Gee                                                                         | - Реліз: 7 січня 2009 - Лейбл: SM Entertainment - Формат: CD, цифрове завантаження               | 6                       | —                       | —                       | —                       | - Південна Корея: 100 000+                             |                |
| Genie                                                                       | - Реліз: 29 червня 2009 - Лейбл: SM Entertainment - Формат: CD, цифрове завантаження             | 4                       | —                       | —                       | —                       | - Південна Корея: 100 000+                             |                |
| Hoot                                                                        | - Реліз: 27 жовтня 2010 - Лейбл: SM Entertainment, Nayutawave - Формат: CD, цифрове завантаження | 1                       | 2                       | —                       | —                       | - Південна Корея: 206 110 - Японія: 149 000            | - RIAJ: Золото |
| Mr.Mr.                                                                      | - Реліз: 24 лютого 2014 - Лейбл: SM Entertainment - Формат: CD, цифрове завантаження             | 1                       | 11                      | 110                     | 3                       | - Південна Корея: 174 931 - Японія: 22 500 - США: 3000 |                |
| «—» позначає реліз, який не потрапив у чарт або не вийшов на цій території. |                                                                                                  |                         |                         |                         |                         |                                                        |                |

## Сингли

### Корейські
| Назва                                                                       | Рік  | Пікові позиції у чартах | Пікові позиції у чартах | Пікові позиції у чартах | Пікові позиції у чартах | Пікові позиції у чартах | Пікові позиції у чартах | Пікові позиції у чартах | Продажі                                                   | Альбом                   |
| Назва                                                                       | Рік  | KOR                     | KOR Hot                 | JPN Hot                 | SGP                     | US World                | VIE                     | WW                      | Продажі                                                   | Альбом                   |
| --------------------------------------------------------------------------- | ---- | ----------------------- | ----------------------- | ----------------------- | ----------------------- | ----------------------- | ----------------------- | ----------------------- | --------------------------------------------------------- | ------------------------ |
| «Into the New World» (다시 만난 세계)                                       | 2007 | —                       | —                       | —                       | —                       | —                       | —                       | —                       | - Південна Корея: 44 800 (фіз.)                           | Girls' Generation (2007) |
| «Girls' Generation» (소녀시대)                                              | 2007 | —                       | —                       | —                       | —                       | —                       | —                       | —                       |                                                           | Girls' Generation (2007) |
| «Kissing You»                                                               | 2008 | —                       | —                       | —                       | —                       | —                       | —                       | —                       |                                                           | Girls' Generation (2007) |
| «Baby Baby»                                                                 | 2008 | —                       | —                       | —                       | —                       | —                       | —                       | —                       |                                                           | Girls' Generation (2007) |
| «Gee»                                                                       | 2009 | 75                      | —                       | —                       | —                       | —                       | —                       | —                       | - США: 80 000                                             | Gee                      |
| «Genie» (소원을 말해봐)                                                     | 2009 | 88                      | —                       | —                       | —                       | —                       | —                       | —                       |                                                           | Genie                    |
| «Oh!»                                                                       | 2010 | 1                       | —                       | —                       | —                       | —                       | —                       | —                       | - Південна Корея: 3 317 000                               | Oh!                      |
| «Run Devil Run»                                                             | 2010 | 1                       | —                       | —                       | —                       | —                       | —                       | —                       | - Південна Корея: 2 203 000                               | Run Devil Run            |
| «Hoot» (훗)                                                                 | 2010 | 1                       | —                       | —                       | —                       | —                       | —                       | —                       | - Південна Корея: 2 280 000                               | Hoot                     |
| «The Boys»                                                                  | 2011 | 1                       | 1                       | 12                      | —                       | —                       | —                       | —                       | - Південна Корея: 3 623 000                               | The Boys                 |
| «Mr. Taxi» (корейська версія)                                               | 2011 | 9                       | —                       | —                       | —                       | —                       | —                       | —                       | - Південна Корея: 1 534 000                               | The Boys                 |
| «Dancing Queen»                                                             | 2012 | 1                       | 2                       | —                       | —                       | 5                       | —                       | —                       | - Південна Корея: 1 025 000                               | I Got a Boy              |
| «I Got a Boy»                                                               | 2013 | 1                       | 1                       | 98                      | —                       | 3                       | —                       | —                       | - Південна Корея: 1 355 000                               | I Got a Boy              |
| «Mr.Mr.»                                                                    | 2014 | 1                       | 3                       | —                       | —                       | 4                       | —                       | —                       | - Південна Корея: 910 000                                 | Mr.Mr.                   |
| «Catch Me If You Can»                                                       | 2015 | 19                      | —                       | —                       | —                       | 2                       | —                       | —                       | - Південна Корея: 135 000                                 | Сингл без альбому        |
| «Party»                                                                     | 2015 | 1                       | —                       | 10                      | —                       | 4                       | —                       | —                       | - Південна Корея: 844 000 - Південна Корея: 81 443 (фіз.) | Lion Heart               |
| «Lion Heart»                                                                | 2015 | 4                       | —                       | 49                      | —                       | 3                       | —                       | —                       | - Південна Корея: 1 120 000                               | Lion Heart               |
| «You Think»                                                                 | 2015 | 30                      | —                       | —                       | —                       | 3                       | —                       | —                       | - Південна Корея: 112 000                                 | Lion Heart               |
| «Sailing (0805)» (그 여름 (0805))                                           | 2016 | 13                      | —                       | —                       | —                       | 6                       | —                       | —                       | - Південна Корея: 171 000                                 | SM Station Season 1      |
| «All Night»                                                                 | 2017 | 32                      | 79                      | —                       | —                       | 5                       | —                       | —                       | - Південна Корея: 150 000                                 | Holiday Night            |
| «Holiday»                                                                   | 2017 | 12                      | 16                      | 32                      | —                       | 6                       | —                       | —                       | - Південна Корея: 385 000                                 | Holiday Night            |
| «Forever 1»                                                                 | 2022 | 5                       | —                       | 56                      | 7                       | 4                       | 13                      | 67                      |                                                           | Forever 1                |
| «—» позначає реліз, який не потрапив у чарт або не вийшов на цій території. |      |                         |                         |                         |                         |                         |                         |                         |                                                           |                          |

### Японські
| Назва                                                                       | Рік  | Пікові позиції у чартах | Пікові позиції у чартах | Пікові позиції у чартах | Пікові позиції у чартах | Пікові позиції у чартах | Продажі                                                  | Сертифікації                                             | Альбом                   |
| Назва                                                                       | Рік  | KOR                     | JPN                     | JPN Hot                 | JPN RIAJ                | US World                | Продажі                                                  | Сертифікації                                             | Альбом                   |
| --------------------------------------------------------------------------- | ---- | ----------------------- | ----------------------- | ----------------------- | ----------------------- | ----------------------- | -------------------------------------------------------- | -------------------------------------------------------- | ------------------------ |
| «Genie»                                                                     | 2010 | —                       | 4                       | 4                       | 8                       | —                       | - Японія: 151 000 (фіз.) - Південна Корея: 12 000 (фіз.) | - RIAJ: - Золото (фіз.) - Платина (рт.) - Платина (ПК)   | Girls' Generation (2011) |
| «Gee»                                                                       | 2010 | —                       | 2                       | 2                       | 1                       | —                       | - Японія: 206 000 (фіз.) - Південна Корея: 11 000 (фіз.) | - RIAJ: - Золото (фіз.) - Мільйон (цифр.)                | Girls' Generation (2011) |
| «Mr. Taxi»                                                                  | 2011 | 18                      | 2                       | 1                       | 5                       | 12                      | - Японія: 174 000 (фіз.) - Південна Корея: 13 000 (фіз.) | - RIAJ: - Золото (фіз.) - Мільйон (цифр.) - Золото (рт.) | Girls' Generation (2011) |
| «Run Devil Run»                                                             | 2011 | —                       | 2                       | 19                      | 4                       | —                       | - Японія: 174 000 (фіз.) - Південна Корея: 13 000 (фіз.) | - RIAJ: - Золото (фіз.) - Мільйон (цифр.) - Золото (рт.) | Girls' Generation (2011) |
| «Paparazzi»                                                                 | 2012 | —                       | 2                       | 1                       | 2                       | 20                      | - Японія: 136 000 (фіз.) - Південна Корея: 15 000 (фіз.) | - RIAJ: - Золото (фіз.) - Золото (ПК)                    | Girls & Peace            |
| «All My Love Is for You»                                                    | 2012 | —                       | —                       | 21                      | —                       | —                       |                                                          |                                                          | Girls & Peace            |
| «Oh!»                                                                       | 2012 | —                       | 1                       | 1                       | —                       | —                       | - Японія: 85 000 (фіз.)                                  | - RIAJ: - Золото (фіз.) - Золото (цифр.)                 | Girls & Peace            |
| «Flower Power»                                                              | 2012 | —                       | 5                       | 6                       | —                       | —                       | - Японія: 39 000 (фіз.)                                  |                                                          | Girls & Peace            |
| «Love & Girls»                                                              | 2013 | 165                     | 4                       | 3                       | —                       | —                       | - Японія: 55 000 (фіз.)                                  |                                                          | Love & Peace             |
| «Galaxy Supernova»                                                          | 2013 | —                       | 3                       | 4                       | —                       | —                       | - Японія: 70 000 (фіз.)                                  | - RIAJ: Золото (цифр.)                                   | Love & Peace             |
| «My Oh My»                                                                  | 2013 | 149                     | —                       | —                       | —                       | —                       |                                                          |                                                          | Love & Peace             |
| «Catch Me If You Can»                                                       | 2015 | —                       | 8                       | 9                       | —                       | —                       | - Японія: 28 000 (фіз.)                                  |                                                          | Сингл без альбому        |
| «—» позначає реліз, який не потрапив у чарт або не вийшов на цій території. |      |                         |                         |                         |                         |                         |                                                          |                                                          |                          |

### Англійські
| Назва      | Рік  | Пікові позиції у чартах | Пікові позиції у чартах | Продажі                                 | Альбом   |
| Назва      | Рік  | KOR                     | US Hot Dance            | Продажі                                 | Альбом   |
| ---------- | ---- | ----------------------- | ----------------------- | --------------------------------------- | -------- |
| «The Boys» | 2012 | 62                      | 5                       | - США: 21 000 - Південна Корея: 131 294 | The Boys |

### Промо-сингли
| Назва                                                                               | Рік  | Пікові позиції у чартах | Пікові позиції у чартах | Продажі                 | Альбом                   |
| Назва                                                                               | Рік  | KOR                     | JPN Hot                 | Продажі                 | Альбом                   |
| ----------------------------------------------------------------------------------- | ---- | ----------------------- | ----------------------- | ----------------------- | ------------------------ |
| «Haptic Motion» (햅틱모션)                                                          | 2008 | —                       | —                       |                         | Сингли поза альбомом     |
| «Mabinogi (It's Fantastic!)»                                                        | 2008 | —                       | —                       |                         | Сингли поза альбомом     |
| «I Can't Bear It Anymore (Bear song)»                                               | 2008 | —                       | —                       |                         | Сингли поза альбомом     |
| «Holding Your Hand» (손을 잡아요) (разом із Super Junior, SS501, Jewelry та іншими) | 2008 | —                       | —                       |                         | Сингли поза альбомом     |
| «HaHaHa Song» (하하하송)                                                            | 2009 | —                       | —                       |                         | Сингли поза альбомом     |
| «Seoul» (разом із Super Junior)                                                     | 2009 | —                       | —                       |                         | Сингли поза альбомом     |
| «Bogeul Bogeul Song» (보글보글 송)                                                  | 2009 | —                       | —                       |                         | Сингли поза альбомом     |
| «Chocolate Love» (Retro Pop version)                                                | 2009 | 178                     | —                       |                         | Сингли поза альбомом     |
| «Goobne Song» (굽네 송)                                                             | 2009 | —                       | —                       |                         | Сингли поза альбомом     |
| «Cabi» (разом із 2PM)                                                               | 2010 | 35                      | —                       |                         | Сингли поза альбомом     |
| «LaLaLa» (랄랄라) (MBC voting song)                                                 | 2010 | —                       | —                       |                         | Сингли поза альбомом     |
| «Hey Cooky!»                                                                        | 2010 | —                       | —                       |                         | Сингли поза альбомом     |
| «Haechi» (해치)                                                                     | 2010 | —                       | —                       |                         | My Friend Haechi         |
| «Visual Dreams»                                                                     | 2011 | 32                      | —                       | - Південна Корея: 4 261 | Сингл без альбому        |
| «Bad Girl»                                                                          | 2011 | —                       | —                       |                         | Girls' Generation (2011) |
| «Time Machine»                                                                      | 2012 | —                       | 14                      |                         | Girls' Generation (2011) |
| «Indestructible»                                                                    | 2014 | —                       | 89                      |                         | The Best                 |
| «Divine»                                                                            | 2014 | —                       | —                       |                         | The Best                 |
| «—» позначає реліз, який не потрапив у чарт або не вийшов на цій території.         |      |                         |                         |                         |                          |

## Інші пісні в чартах
| Назва                                                                       | Рік  | Пікові позиції у чартах | Пікові позиції у чартах | Пікові позиції у чартах | Пікові позиції у чартах | Продажі                     | Альбом                   |
| Назва                                                                       | Рік  | KOR                     | KOR Hot                 | JPN Hot                 | US World                | Продажі                     | Альбом                   |
| --------------------------------------------------------------------------- | ---- | ----------------------- | ----------------------- | ----------------------- | ----------------------- | --------------------------- | ------------------------ |
| «Show! Show! Show!»                                                         | 2010 | 14                      | —                       | —                       | —                       | - Південна Корея: 1 020 000 | Oh!                      |
| «Sweet Talking Baby» (뻔 & Fun)                                             | 2010 | 23                      | —                       | —                       | —                       |                             | Oh!                      |
| «Forever» (영원히 너와 꿈꾸고 싶다)                                         | 2010 | 24                      | —                       | —                       | —                       |                             | Oh!                      |
| «Be Happy» (웃자)                                                           | 2010 | 26                      | —                       | —                       | —                       |                             | Oh!                      |
| «Boys & Girls» (화성인 바이러스) (за участю Кі)                             | 2010 | 25                      | —                       | —                       | —                       |                             | Oh!                      |
| «Talk to Me» (카라멜 커피)                                                  | 2010 | 28                      | —                       | —                       | —                       |                             | Oh!                      |
| «Star Star Star» (별별별 (☆★☆))                                             | 2010 | 7                       | —                       | —                       | —                       | - Південна Корея: 1 480 000 | Oh!                      |
| «Stick Wit U» (무조건 해피엔딩)                                             | 2010 | 31                      | —                       | —                       | —                       |                             | Oh!                      |
| «Day By Day» (좋은 일만 생각하기)                                           | 2010 | 27                      | —                       | —                       | —                       |                             | Oh!                      |
| «Echo»                                                                      | 2010 | 17                      | —                       | —                       | —                       |                             | Run Devil Run            |
| «Mistake» (내 잘못이죠)                                                     | 2010 | 40                      | —                       | —                       | —                       |                             | Hoot                     |
| «My Best Friend» (단짝)                                                     | 2010 | 55                      | —                       | —                       | —                       |                             | Hoot                     |
| «Wake Up»                                                                   | 2010 | 75                      | —                       | —                       | —                       |                             | Hoot                     |
| «Snowy Wish» (첫눈에…)                                                      | 2010 | 42                      | —                       | —                       | —                       |                             | Hoot                     |
| «Let It Rain»                                                               | 2011 | —                       | —                       | 62                      | —                       |                             | Girls' Generation (2011) |
| «Telepathy» (텔레파시)                                                      | 2011 | 23                      | 26                      | —                       | —                       | - Південна Корея: 467 930   | The Boys                 |
| «Say Yes»                                                                   | 2011 | 31                      | 37                      | —                       | —                       | - Південна Корея: 377 854   | The Boys                 |
| «Trick»                                                                     | 2011 | 24                      | 33                      | —                       | —                       | - Південна Корея: 423 729   | The Boys                 |
| «How Great Is Your Love» (봄날)                                             | 2011 | 27                      | 31                      | —                       | —                       | - Південна Корея: 427 250   | The Boys                 |
| «My J»                                                                      | 2011 | 44                      | 61                      | —                       | —                       | - Південна Корея: 266 318   | The Boys                 |
| «Oscar»                                                                     | 2011 | 42                      | 72                      | —                       | —                       | - Південна Корея: 262 048   | The Boys                 |
| «Top Secret»                                                                | 2011 | 37                      | 46                      | —                       | —                       | - Південна Корея: 360 954   | The Boys                 |
| «Lazy Girl (Dolce Far Niente)»                                              | 2011 | 43                      | 71                      | —                       | —                       | - Південна Корея: 260 423   | The Boys                 |
| «Sunflower» (제자리걸음)                                                    | 2011 | 41                      | 67                      | —                       | —                       | - Південна Корея: 263 055   | The Boys                 |
| «Vitamin» (비타민)                                                          | 2011 | 35                      | 41                      | —                       | —                       | - Південна Корея: 375 067   | The Boys                 |
| «Baby Maybe»                                                                | 2013 | 21                      | 29                      | —                       | —                       | - Південна Корея: 196 401   | I Got a Boy              |
| «Talk Talk» (말해봐)                                                        | 2013 | 28                      | 49                      | —                       | 18                      | - Південна Корея: 147 315   | I Got a Boy              |
| «Promise»                                                                   | 2013 | 31                      | 48                      | —                       | —                       | - Південна Корея: 139 453   | I Got a Boy              |
| «Express 999»                                                               | 2013 | 14                      | 35                      | —                       | —                       | - Південна Корея: 292 000   | I Got a Boy              |
| «Lost in Love» (유리아이)                                                   | 2013 | 30                      | 45                      | —                       | —                       | - Південна Корея: 172 408   | I Got a Boy              |
| «Look at Me»                                                                | 2013 | 41                      | 67                      | —                       | —                       | - Південна Корея: 110 080   | I Got a Boy              |
| «XYZ»                                                                       | 2013 | 42                      | 76                      | —                       | —                       | - Південна Корея: 103 888   | I Got a Boy              |
| «Romantic St.» (낭만길)                                                     | 2013 | 38                      | 56                      | —                       | 22                      | - Південна Корея: 129 336   | I Got a Boy              |
| «Linguafranc» (リンガ・フランカ)                                            | 2013 | 59                      | —                       | —                       | —                       |                             | Love & Peace             |
| «Gossip Girls»                                                              | 2013 | 41                      | —                       | —                       | —                       | - Південна Корея: 4 086     | Love & Peace             |
| «Everyday Love»                                                             | 2013 | 45                      | —                       | —                       | —                       | - Південна Корея: 3602      | Love & Peace             |
| «Lips»                                                                      | 2013 | 46                      | —                       | —                       | —                       | - Південна Корея: 3776      | Love & Peace             |
| «Motorcycle»                                                                | 2013 | 48                      | —                       | —                       | —                       | - Південна Корея: 3608      | Love & Peace             |
| «Flyers»                                                                    | 2013 | 49                      | —                       | —                       | —                       | - Південна Корея: 3609      | Love & Peace             |
| «Karma Butterfly»                                                           | 2013 | 52                      | —                       | —                       | —                       | - Південна Корея: 3155      | Love & Peace             |
| «Beep Beep»                                                                 | 2013 | 90                      | —                       | —                       | —                       |                             | Love & Peace             |
| «Do the Catwalk»                                                            | 2013 | 56                      | —                       | —                       | —                       |                             | Love & Peace             |
| «Goodbye»                                                                   | 2014 | 10                      | 23                      | —                       | —                       | - Південна Корея: 292 000   | Mr.Mr.                   |
| «Wait a Minute»                                                             | 2014 | 18                      | 43                      | —                       | —                       | - Південна Корея: 194 060   | Mr.Mr.                   |
| «Back Hug» (백허그)                                                         | 2014 | 24                      | 62                      | —                       | —                       | - Південна Корея: 83 250    | Mr.Mr.                   |
| «Europa» (유로파)                                                           | 2014 | 25                      | 64                      | —                       | —                       | - Південна Корея: 81 771    | Mr.Mr.                   |
| «Soul»                                                                      | 2014 | 33                      | 83                      | —                       | —                       | - Південна Корея: 72 647    | Mr.Mr.                   |
| «Girls»                                                                     | 2015 | 152                     | —                       | —                       | 7                       | - Південна Корея: 19 894    | Catch Me If You Can      |
| «Check»                                                                     | 2015 | 27                      | —                       | 90                      | 9                       | - Південна Корея: 93 873    | Lion Heart               |
| «Green Light»                                                               | 2015 | —                       | —                       | —                       | —                       | - Південна Корея: 27 826    | Lion Heart               |
| «One Afternoon» (어떤 오후)                                                 | 2015 | —                       | —                       | —                       | —                       | - Південна Корея: 25 358    | Lion Heart               |
| «Paradise»                                                                  | 2015 | —                       | —                       | —                       | —                       | - Південна Корея: 22 614    | Lion Heart               |
| «Bump It» (예감)                                                            | 2015 | —                       | —                       | —                       | —                       | - Південна Корея: 22 606    | Lion Heart               |
| «Fire Alarm»                                                                | 2015 | —                       | —                       | —                       | —                       | - Південна Корея: 22 553    | Lion Heart               |
| «Talk Talk»                                                                 | 2015 | —                       | —                       | —                       | —                       | - Південна Корея: 20 299    | Lion Heart               |
| «Lucky Like That»                                                           | 2022 | 159                     | —                       | —                       | —                       | Н/Д                         | Forever 1                |
| «—» позначає реліз, який не потрапив у чарт або не вийшов на цій території. |      |                         |                         |                         |                         |                             |                          |

## Інші появи
| Назва                                          | Рік  | Альбом                                        |
| ---------------------------------------------- | ---- | --------------------------------------------- |
| «Touch the Sky»                                | 2007 | Thirty Thousand Miles in Search of My Son OST |
| «Only Love» (사랑 하나죠) (як частина SM Town) | 2007 | 07 Winter SMTown                              |
| «Love Melody»                                  | 2007 | 07 Winter SMTown                              |
| «A Small Craft» (작은배)                       | 2008 | Hong Gil-dong OST                             |
| «Hate-Love» (오빠나빠) (разом із Roommate)     | 2008 | Roommate 1st Mini Album                       |
| «Lallalla» (랄랄라) (разом із Юн Саном)        | 2008 | Yoon Sang Song Book: Play with Him            |
| «Motion»                                       | 2009 | Heading to the Ground OST                     |
| «Diamond»                                      | 2011 | 2011 Winter SMTown: The Warmest Gift          |
| «Find Your Soul»                               | 2013 | Пісня без альбому                             |
| «Cheap Creeper»                                | 2014 | Make Your Move OST                            |

## Нотатки
1. ↑  Продажі у 2010 році — 197 934 копій[24][25]; продажі з січня 2011 року по липень 2022 року — 49 586 примірників[26]
2. ↑  Продажі у 2010 році — 136 851 копій[24][25]; продажі з січня 2011 року по липень 2022 року — 54 928 примірників[26]
3. ↑  Продажі у 2010 році — 44 999 копій[24][25]; продажі з січня 2011 року по липень 2022 року — 56 900 примірників[26]
4. ↑  Продажі у 2010 році — 163 066 копій[24][25]; продажі з січня 2011 року по липень 2022 року — 43 044 примірників[26]

1. ↑  До створення Gaon Music Chart у 2010 році, складанням даних про продажі музичних релізів до 2008 року займалася Корейська асоціація музичної індустрії (MIAK)[20]. Альбом Girls' Generation (2007), очолив щомісячний чарт MIAK за березень 2008 року[21]. Згодом він посів 16 місце в Gaon Weekly Album Chart.
2. ↑  Міжнародна версія альбому The Boys з англомовною версією синглу «The Boys» посіла 26 місце в чарті Oricon від 9 квітня 2012 року[29].
3. ↑  Lion Heart було випущено в цифровому вигляді 19 серпня 2015 року[33]. Інша версія під назвою You Think була випущена у фізичному вигляді 21 серпня[34].
4. ↑  Показники продажів відеоальбомів складаються із сукупних продажів DVD та Blu-ray[3].
5. ↑  Мініальбом вийшов до офіційного запуску Circle Music Chart у 2010 році. Він посів шосте місце у тижневому альбомному чарті.
6. ↑  Мініальбом вийшов до офіційного запуску Circle Music Chart у 2010 році. Він посів четверте місце у тижневому альбомному чарті.
7. ↑  Показник продажів фізичних копій «Into the New World» складається з об’єднаних даних MIAK за 2007[91] і 2008 роки[92], та Gaon Chart після 2010 року[93].
8. ↑  Сукупні показники продажів «Dancing Queen» у 2012[105] та 2013 роках[106].
9. ↑  Також «Party» посіла друге місце у Gaon Album Chart[109].
10. ↑  Дані про продажі Chaku-Uta full (завантажень на мобільний телефон), Chaku-Uta (рингтонів) і звичайних цифрових завантажень збиралися RIAJ Digital Track Chart до 27 липня 2012 року.
11. ↑  Японська версія «Genie» посіла друге місце у Gaon Album Chart[117].
12. ↑  Японська версія «Gee» посіла третє місце у Gaon Album Chart[117].
13. 1 2  Японська версія «Mr. Taxi»/«Run Devil Run» очолила Gaon Album Chart[117].
14. ↑  Цифрова сертифікація «Mr. Taxi»[119]
15. ↑  Рингтон-сертифікація «Run Devil Run»[119]
16. ↑  «Paparazzi» очолила Gaon Album Chart[120].
17. ↑  «Love & Girls» посіла сьоме місце у Gaon International Digital Chart[123].
18. ↑  «Galaxy Supernova» посіла 17 місце у Gaon International Digital Chart[124].
19. ↑  «My Oh My» посіла десяте місце у Gaon International Digital Chart[126].
20. ↑  Пісню виконали лише учасниці Тейон, Джессіка, Санні та Сохьон[132].
21. ↑  Пісню виконали лише учасниці Джессіка, Тіффані та Сохьон.
22. ↑  У титрах виконавцями зазначені Girls' Generation та Super Junior, однак пісню виконали лише Тейон, Джессіка, Санні, Сохьон та учасники Super Junior[134].
23. ↑  У титрах виконавцями зазначені Girls' Generation та 2PM, однак пісню виконали лише Тейон, Джессіка, Тіффані, Сохьон та учасники 2PM[136].
24. ↑  Пісню виконали лише учасниці Тейон, Джессіка, Санні, Тіффані та Сохьон.
25. ↑  Дані про позиції корейськомовних пісень взято з Gaon Digital Chart, а про позиції японськомовних пісень — з Gaon International Digital Chart[142].
26. ↑  Пісню виконали лише учасниці Джессіка і Тіффані.
27. ↑  Пісню виконали лише учасниці Тейон, Джессіка, Тіффані, Сохьон і Санні.
28. ↑  Пісню виконали лише учасниці Тейон і Тіффані.
29. ↑  «Green Light» посіла 59 місце у Gaon Domestic Digital Chart[159].
30. ↑  «One Afternoon» посіла 65 місце у Gaon Domestic Download Chart[159].
31. ↑  «Paradise» посіла 77 місце у Gaon Domestic Download Chart[159].
32. ↑  «Bump It» посіла 78 місце у Gaon Domestic Download Chart[159].
33. ↑  «Fire Alarm» посіла 80 місце у Gaon Domestic Download Chart[159].
34. ↑  «Talk Talk» посіла 90 місце у Gaon Domestic Download Chart[159].
35. ↑  «Find Your Soul» використовувалася для реклами відеогри Blade & Soul у Китаї[168].